# Monte Castello di Vibio
Monte Castello di Vibio is een gemeente in de Italiaanse provincie Perugia (regio Umbrië) en telt 1663 inwoners (31-12-2004). De oppervlakte bedraagt 31,9 km², de bevolkingsdichtheid is 52 inwoners per km².

## Demografie
Monte Castello di Vibio telt ongeveer 644 huishoudens. Het aantal inwoners daalde in de periode 1991-2001 met 4,1% volgens cijfers uit de tienjaarlijkse volkstellingen van ISTAT.
| Jaar | Inwoneraantal |
| ---- | ------------- |
| 1991 | 1697          |
| 2001 | 1627          |

## Geografie
De gemeente ligt op ongeveer 423 m boven zeeniveau.
Monte Castello di Vibio grenst aan de volgende gemeenten: Fratta Todina, San Venanzo (TR), Todi.

## Attracties
Teatro della Concordia, kleinste theater all'italiana ter wereld